# Priestweston
 (août 2024).
Priestweston est un village du Shropshire, en Angleterre.